# Теверсенове бајке
„Теверсенове бајке” је југословенска телевизијска серија снимљена 1976. године у продукцији ТВ Сарајево.

## Улоге
| Глумац          | Улога |
| --------------- | ----- |
| Љиљана Ђурић    |       |
| Владо Гаћина    |       |
| Младен Јеличић  |       |
| Драган Јовичић  |       |
| Тахир Никшић    |       |
| Асја Павловић   |       |
| Мирза Тановић   |       |
| Небојша Вељовић |       |
| Весна Милиновић |       |

Комплетна ТВ екипа ▼
| Редитељ    | Сулејман Купусовић |
| Сценариста | Предраг Ерић       |
| Монтажер   | Зијад Мехић        |